# Ciudad Cayalá (Guatemala)
Ciudad Cayalá es una ciudad planificada dentro de la Ciudad de Guatemala, frecuentemente visitada por nacionales y extranjeros por su arquitectura de estilo europeo y entorno natural. La comunidad fue construida buscando satisfacer todos los gustos y necesidades de sus residentes y visitantes.
Ciudad Cayalá cuenta con más de 1.900 viviendas y más de 33.000 metros cuadrados de oficinas, una zona comercial con más de 260 tiendas entre las que se destacan 36 restaurantes, 12 academias y gimnasios, también se ubican 7 bancos, 4 hospitales y clínicas médicas, 7 salas de cine y más de 3.600 parqueos para visitantes. En la localidad también se ubica la Embajada de los Estados Unidos, sobre el Boulevard Austriaco.

## Historia

### sigloXX
La historia de Ciudad Cayalá inicia en 1920 cuando se adquiere el primer terreno de más de 140.000 m² ubicados en el este de la Ciudad de Guatemala, actualmente zona 16. La urbanización de dicho terreno inició en 1982, cuando el grupo desarrollador -Grupo Cayalá- empieza a urbanizar la tierra y es creado «Jacarandas de Cayalá» el primer proyecto residencial en el sector. Diez años después en 1992 se apertura el segundo proyecto residencial llamado «Buganvilias de Cayalá» y en 1998 «Encinos de Cayalá», iniciando así el desarrollo urbanístico de ese sector dentro de la Ciudad de Guatemala.

### sigloXXI
En el 2003 se diseña el plan maestro de lo que sería en un futuro Ciudad Cayalá, dicho diseño contó con la colaboración del reconocido arquitecto y urbanista europeo León Krier y se planifica la ciudad desde las necesidades de sus habitantes. Siguiendo dicho plan se desarrolla en 2007 «Foresta de Cayalá» y en 2011 «Acacias de Cayalá», en ese mismo año se inaugura «Cardales de Cayalá» siendo este proyecto residencial la primera fase del actual «Paseo Cayalá», ubicado en el centro de Ciudad Cayalá. En ese mismo año se habilitan espacios comerciales y de servicios creando así una ciudad integral.
En el 2012 se aperturan los primeros edificios de apartamentos, siendo estos: «Durián» y «Granada de Cayalá». Se apertura también la segunda fase de «Paseo Cayalá» ampliando oficinas médicas y comerciales. A partir del 2013 se han desarrollado residenciales de lujo y edificios de apartamentos, siendo estos: «Las Ramblas», «Nova», «Belesa de Cayalá» y «Lirios de Cayalá».
Actualmente la ciudad cuenta con 441.000 m² de terreno con espacios comerciales y corporativos, servicios de salud, recreación, deportes, hoteles, centro de negocios y una reserva natural a su alrededor.

## Infraestructura
Ciudad Cayalá se ubica en la zona 16 de la Ciudad de Guatemala, cuenta con una gran variedad de restaurantes, tiendas, galerías, museos, cines, hoteles, oficinas corporativas, servicios de salud y áreas residenciales privadas. El acceso a la ciudad es por el Bulevar Rafael Landivar.
Cayalá se ha convertido en un espacio muy concurrido para los turistas extranjeros que visitan Ciudad de Guatemala , sobre todo para visitantes de El Salvador y Honduras.

### El gigante de Ciudad Cayalá

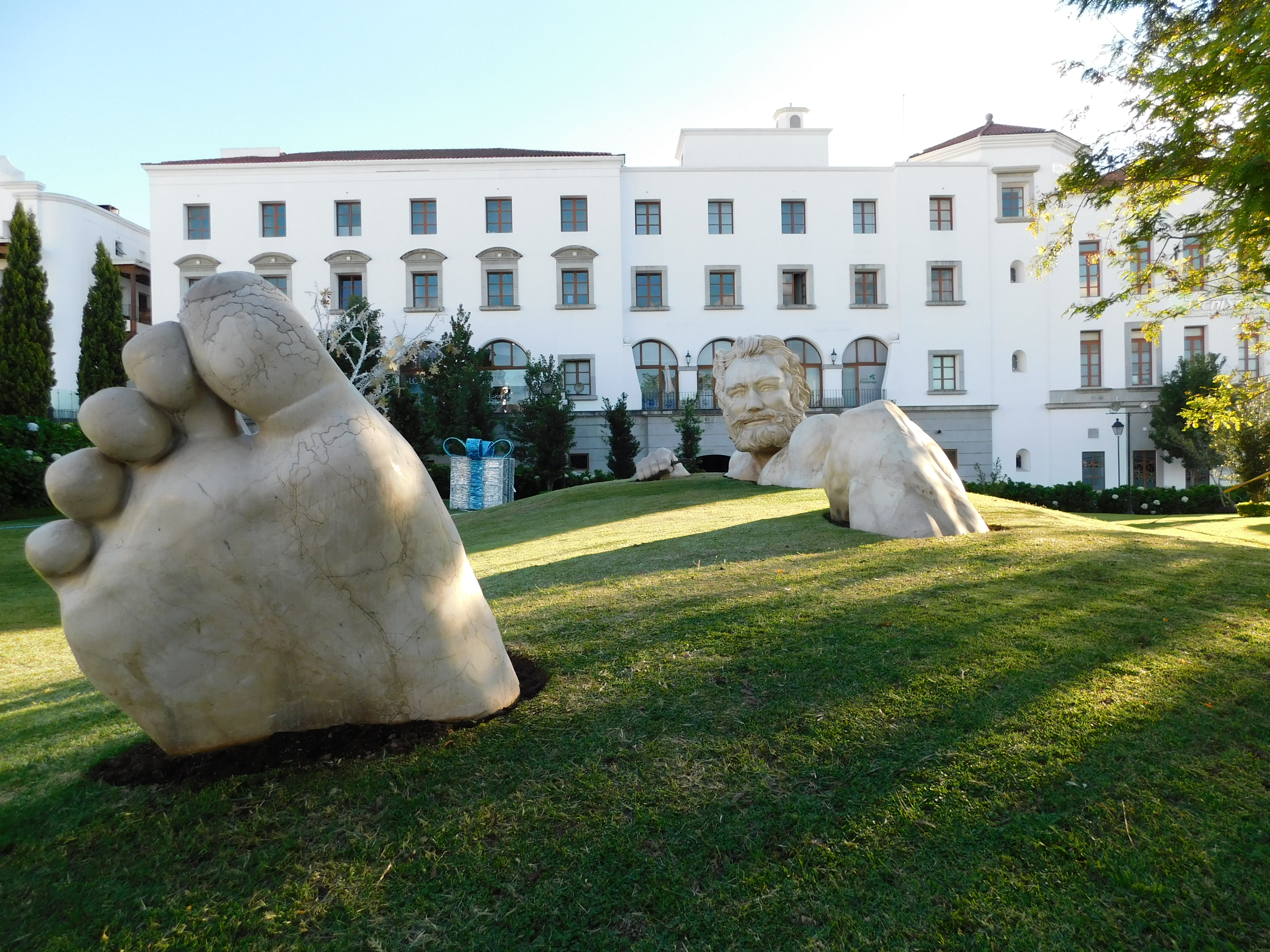
El gigante de Ciudad Cayalá.

El gigante de Cayalá es una escultura de 18 m de largo y 3 m de alto, tallada de 25 metros cúbicos de mármol beige, realizada por el escultor Walter Peter Brenner. Representa a un hombre que está saliendo de la tierra y sujeta una llave de bronce en la mano derecha. Es la escultura tallada más grande de la Ciudad de Guatemala. Fue inaugurada el 31 de mayo de 2014.
El gigante de Cayalá es uno de los destinos turísticos más populares de Guatemala. Se ha convertido en el escenario para la fotografía emblemática de la visita a Ciudad Cayalá.
Esta escultura es una alegoría de la búsqueda de la felicidad. Se basa en una historia escrita por el propio escultor, que se desarrolla en Cayalá. En ella se narra cómo una niña salva un libro y un pergamino y, después de muchos años, sus nietos descifran la forma de despertar al gigante, que surge de la tierra para entregarles la llave de la felicidad. Este evento sucede después de que los niños practicaron las virtudes de justicia, templanza, fortaleza y tolerancia.
Esta obra se complementa con Curiosidad, fuente de las virtudes, un conjunto escultórico de 3 niños fundidos en bronce a la cera perdida colocados sobre la "roca encantada", un basalto volcánico cristalizado. El monumento completo tiene una dimensión de 3 m de diámetro y 1.5 m de alto. Tiene agua con peces vivos de colores a su alrededor. La fuente y el gigante están ubicados uno frente al otro.
La realización de la escultura tomó 3 años y dos meses y para ella se utilizaron 75 toneladas de mármol guatemalteco.

### Zona Residencial

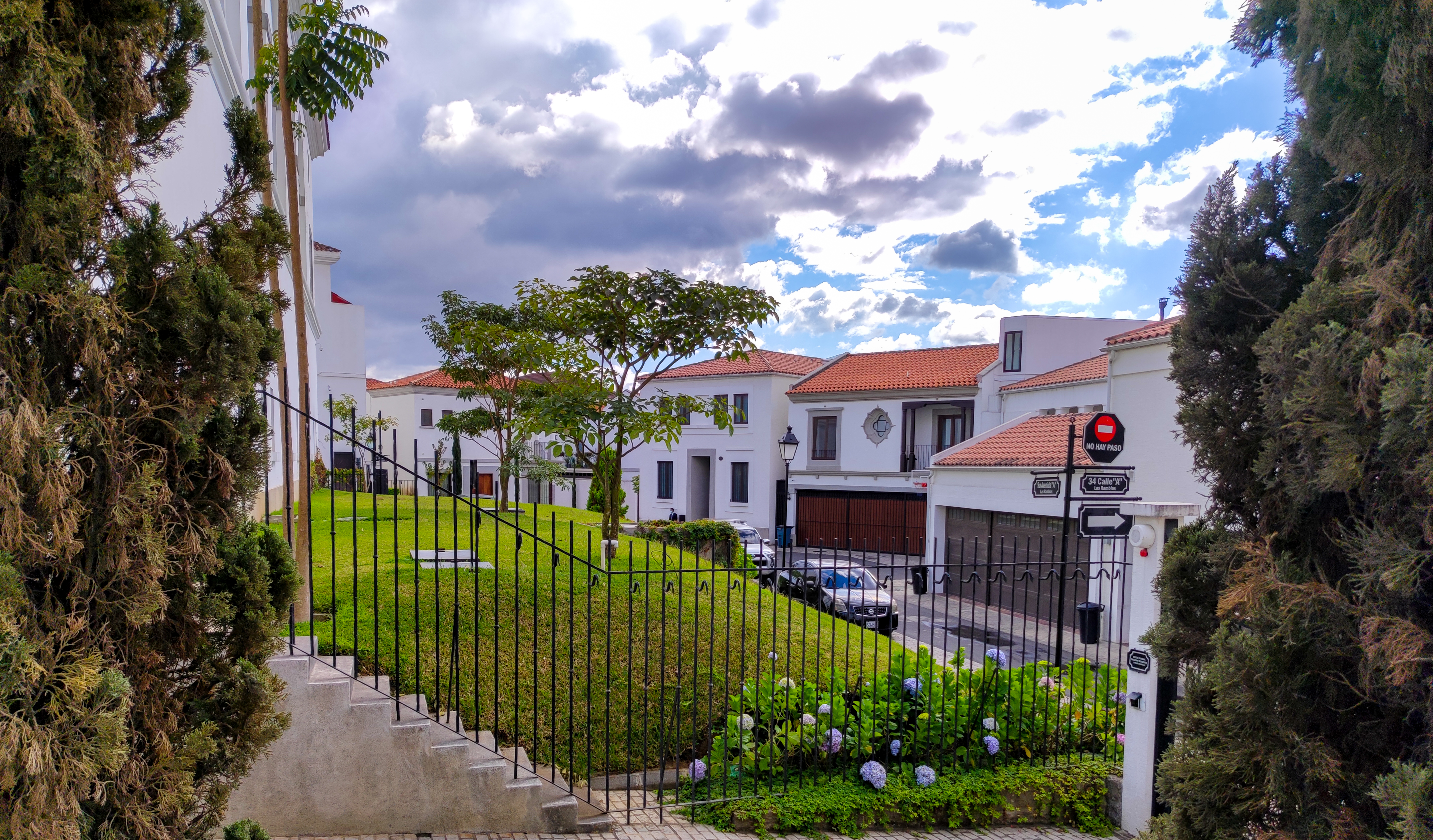
Viviendas dentro del condominio Ramblas de Cayalá.

Dentro de Ciudad Cayalá se encuentran diferentes condominios residenciales, entre ellos destacan: Altezza de Cayalá, Antares de Cayalá, Lirios de Cayalá, Ramblas de Cayalá, Magnolias de Cayalá, Gardenias de Cayalá y Nogales de Cayalá. También existen otros condominios residenciales en los alrededores de la zona central de Cayalá, entre ellos: Acantos de Cayalá, Encinos de Cayalá, Jacarandas de Cayalá, Bouganvilias de Cayalá, Acacias de Cayalá, Shift Cayalá, Zen y Viu Cayalá.
El primer proyecto inmobiliario dentro de Ciudad Cayalá inició en 1983 bajo el nombre de Jacarandas de Cayalá, en 1992 se construyó el condominio Bouganvilias de Cayalá y en 1998 el proyecto Encinos de Cayalá compuesto por 5 condominios residenciales. Desde 2003 Ciudad Cayalá ha desarrollado su plan maestro inaugurando diferentes fases dentro de la ciudad.

### Zona Comercial

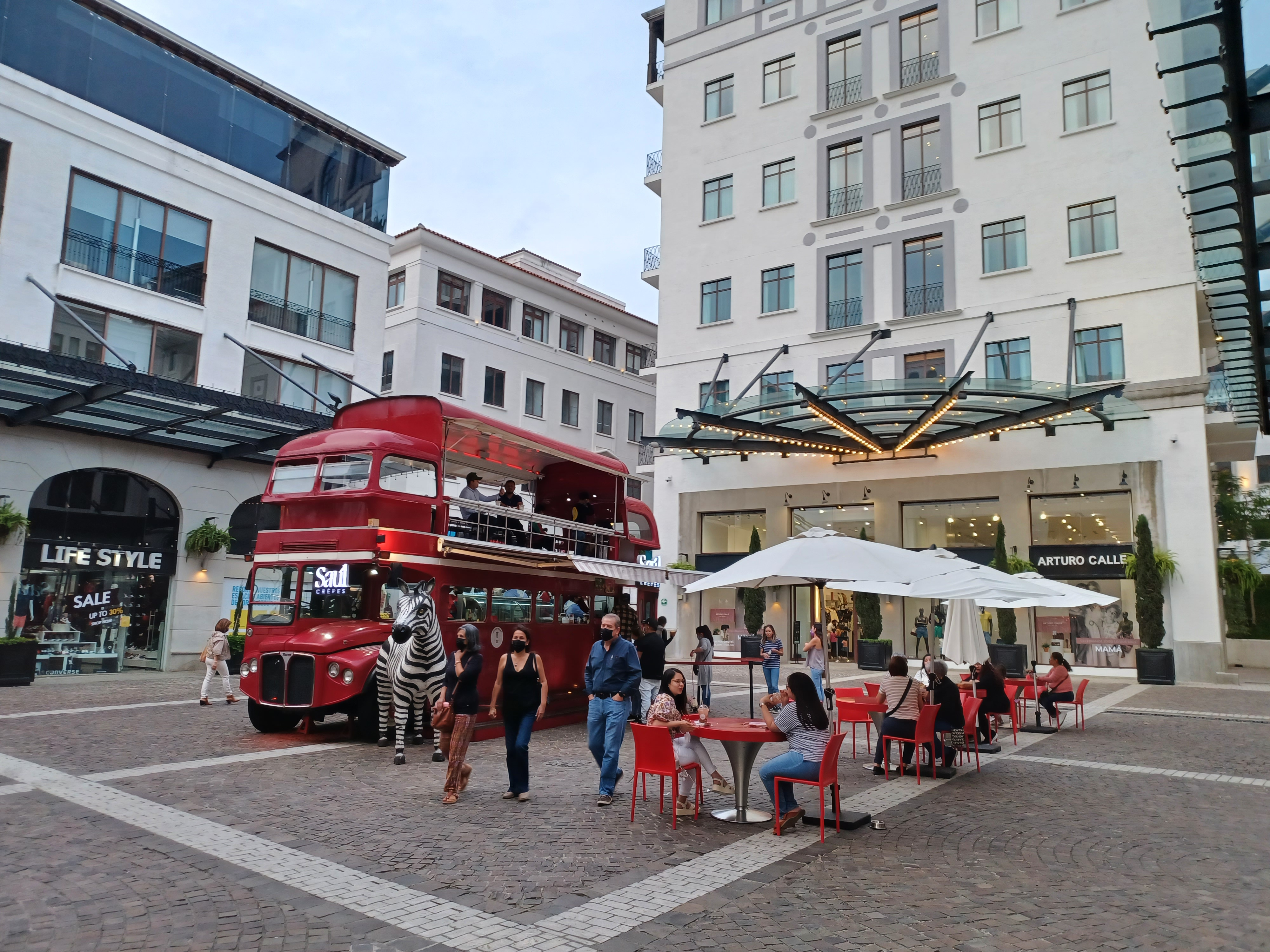
Distrito Moda.

Ciudad Cayalá cuenta con una de las zonas comerciales más grandes de la Ciudad de Guatemala, dentro de su área de comercio destacan los siguientes distritos: «Distrito Empresarial» una zona dentro del centro de Ciudad Cayalá, compuesta por 6 torres de oficinas desde 130 hasta 275 metros cuadrados, dentro de dicha zona se ubican las oficinas de diferentes empresas guatemaltecas y extranjeras. El mercado gastronómico Cayibel se ubica en la parte sur del Distrito Empresarial. «Distrito Moda» ubicado en la zona este de Ciudad Cayalá, el Distrito Moda cuenta con diferentes torres de oficinas, un hotel y restaurantes. «Décimo de Cayalá» ubicada al frente del Bulevar Rafael Landívar, cuenta con supermercados, bancos y clínicas médicas.

## Atracciones

### Canopy
En Ciudad Cayalá se encuentra el circuito de canopy más largo de la Ciudad de Guatemala con dos circuitos habilitados, el corto de 230 metros de largo con dos estaciones y el circuito largo de 461 metros y cuatro estaciones. El canopy de Cayalá permite volar sobre los árboles de la Reserva Ecológica de Cayalá y un pequeño río que pasa por la base del cañón de dicha reserva ofreciendo vistas del paisaje urbano de la Ciudad de Guatemala.

### Carrusel
En Cayalá se ubica un carrusel con capacidad para transportar a 66 pasajeros, cuenta con iluminación LED y rampa de acceso para sillas de ruedas.

### El Colazo
Cayalá ofrece a sus visitantes la oportunidad de recorrer sus calles utilizando bicicletas de diferentes modelos que incorporan tecnología de punta en diseños clásicos, brindando un viaje cómodo, elegante y divertido. 

## Galería

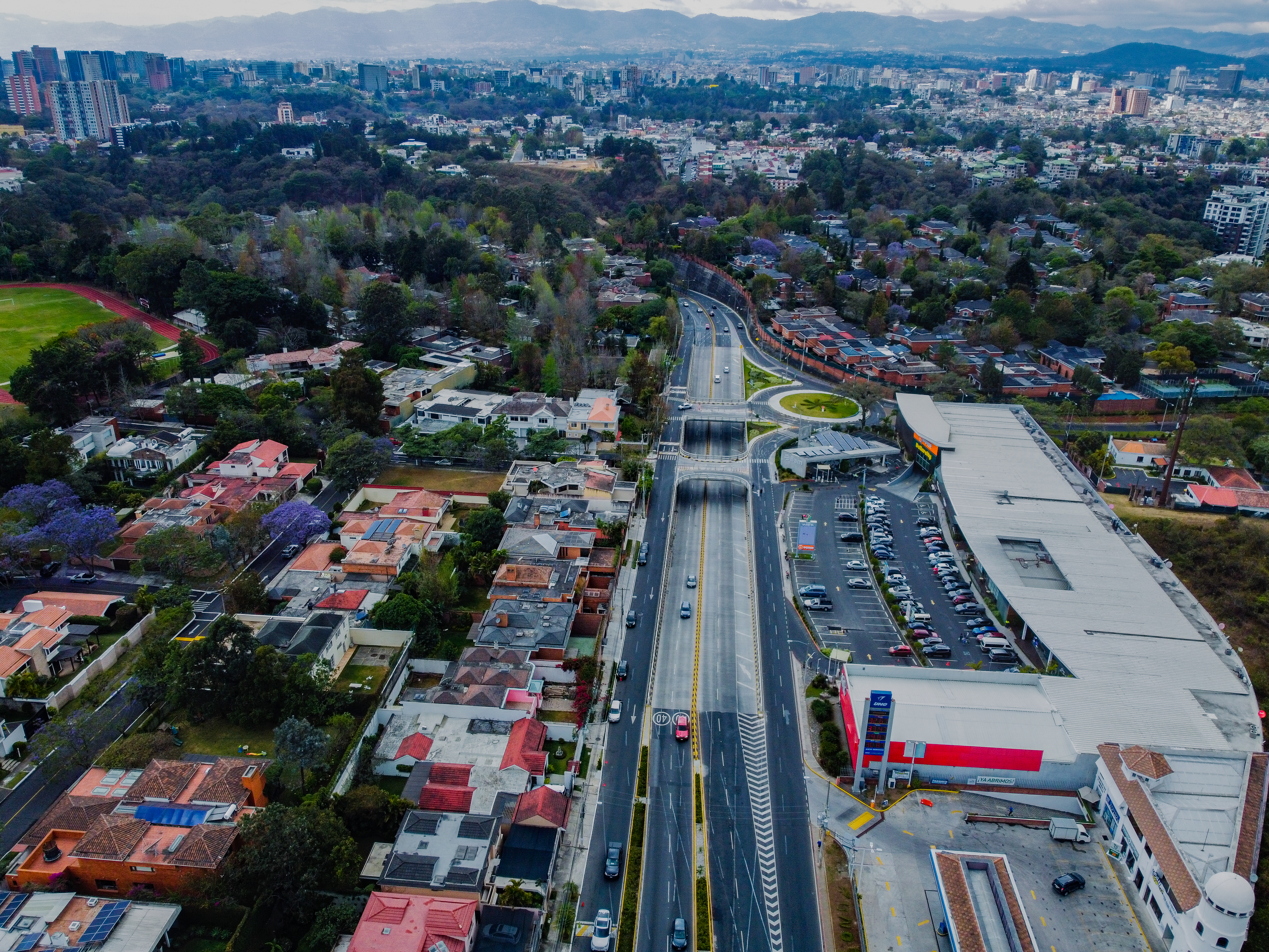
Ingreso a Ciudad Cayalá por el Bulevar Rafael Landívar
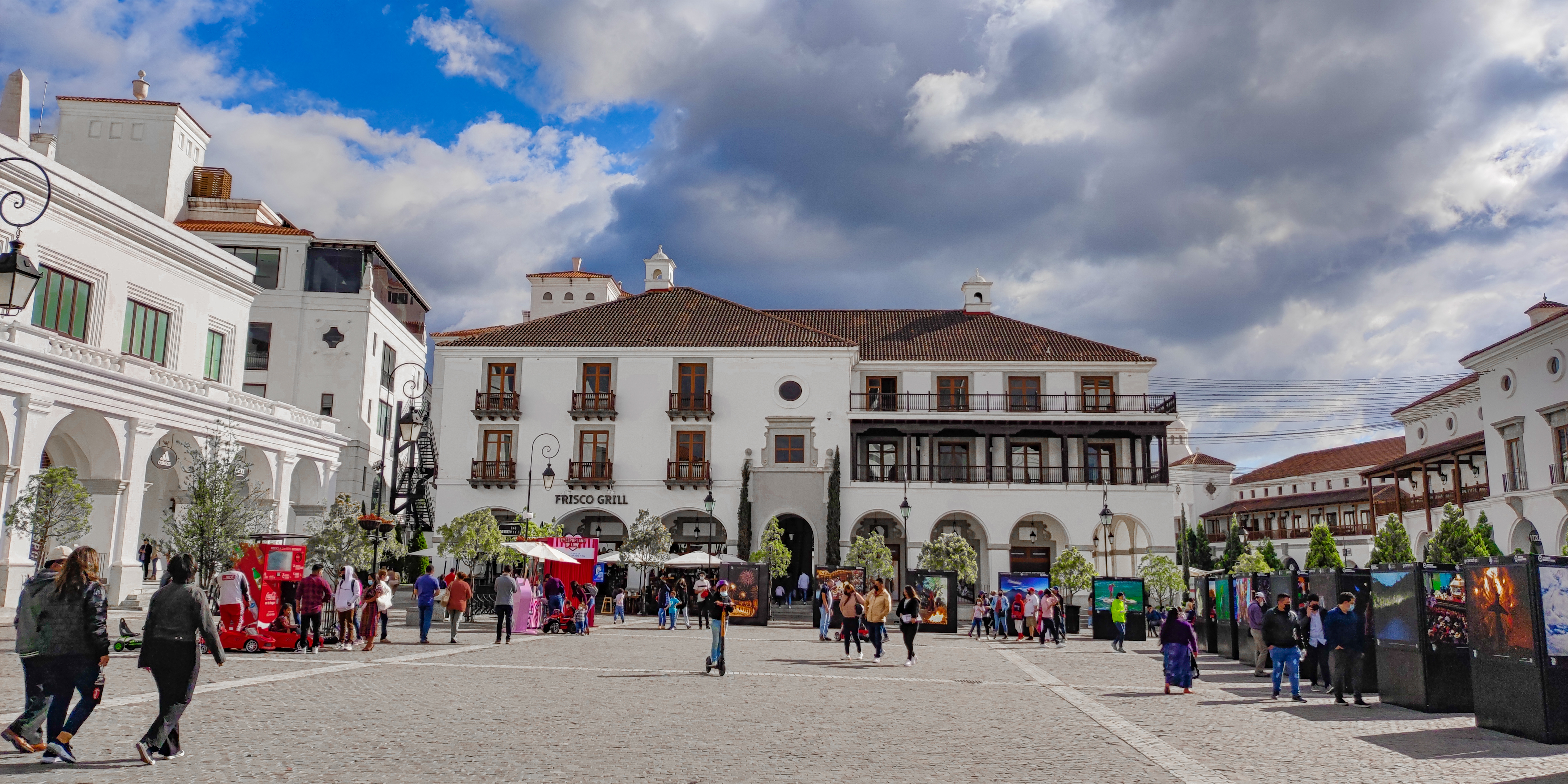
Plaza Central de Ciudad Cayalá
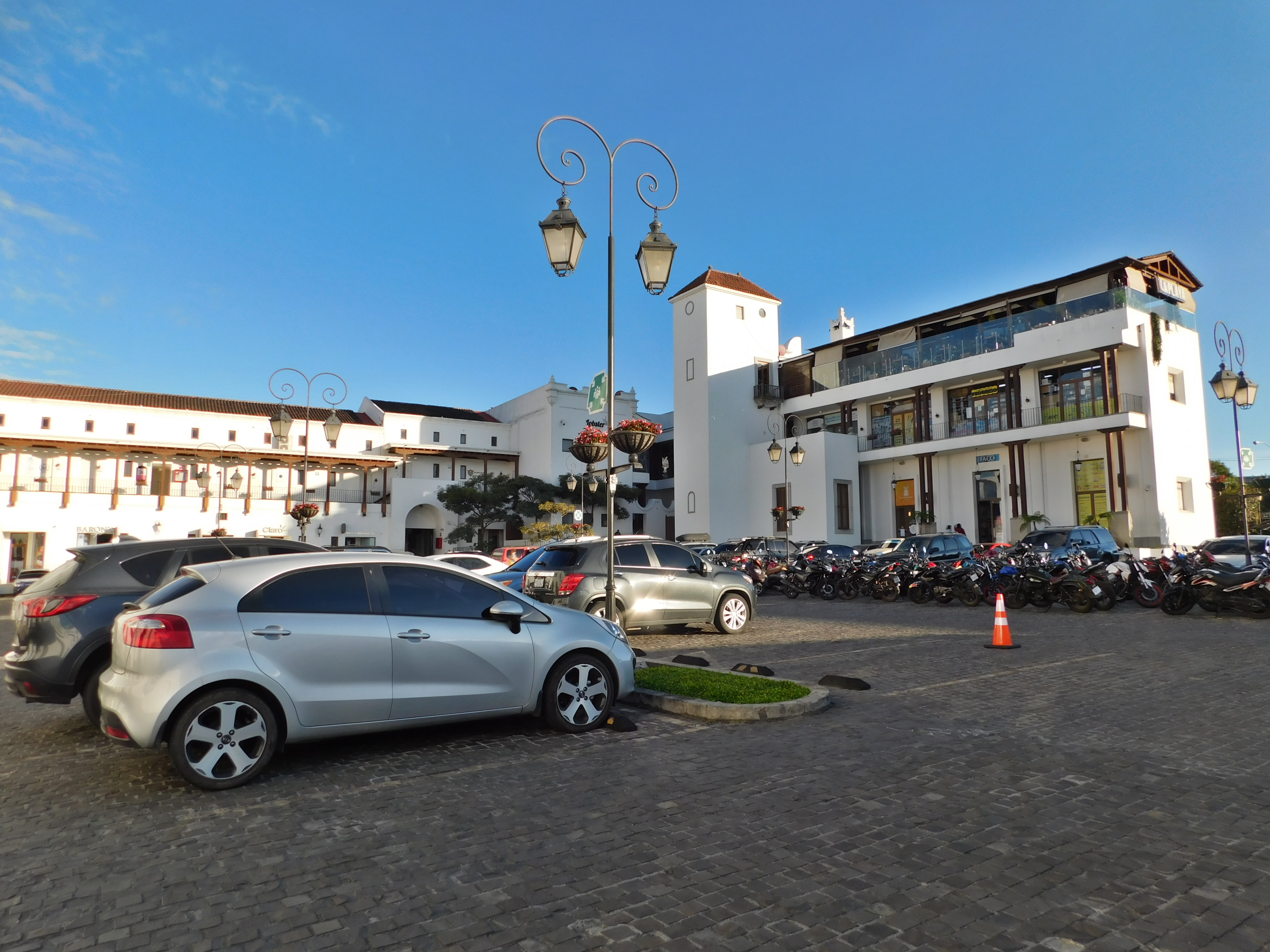
Distrito comercial «Décimo de Cayalá»
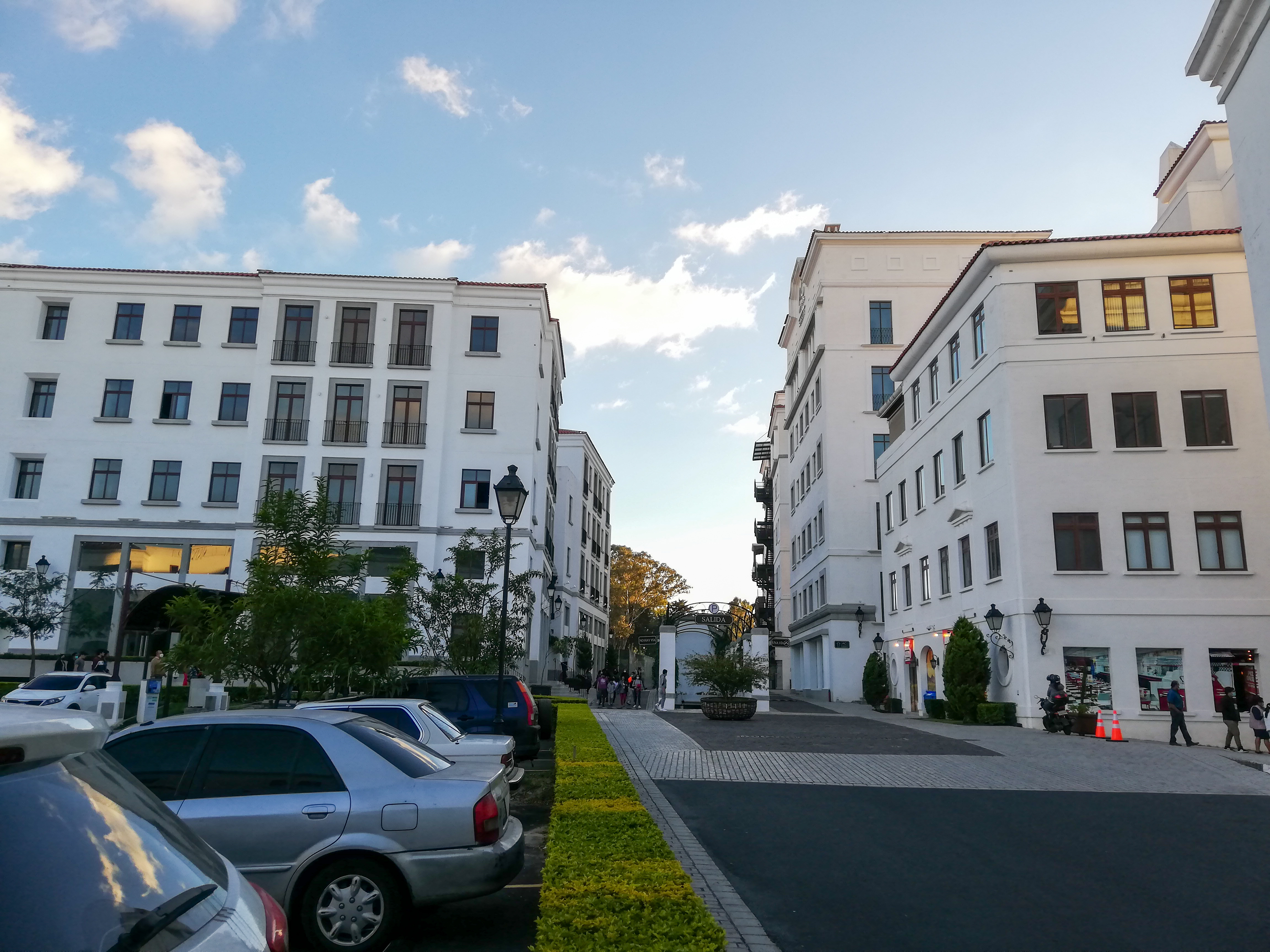
Distrito Empresarial
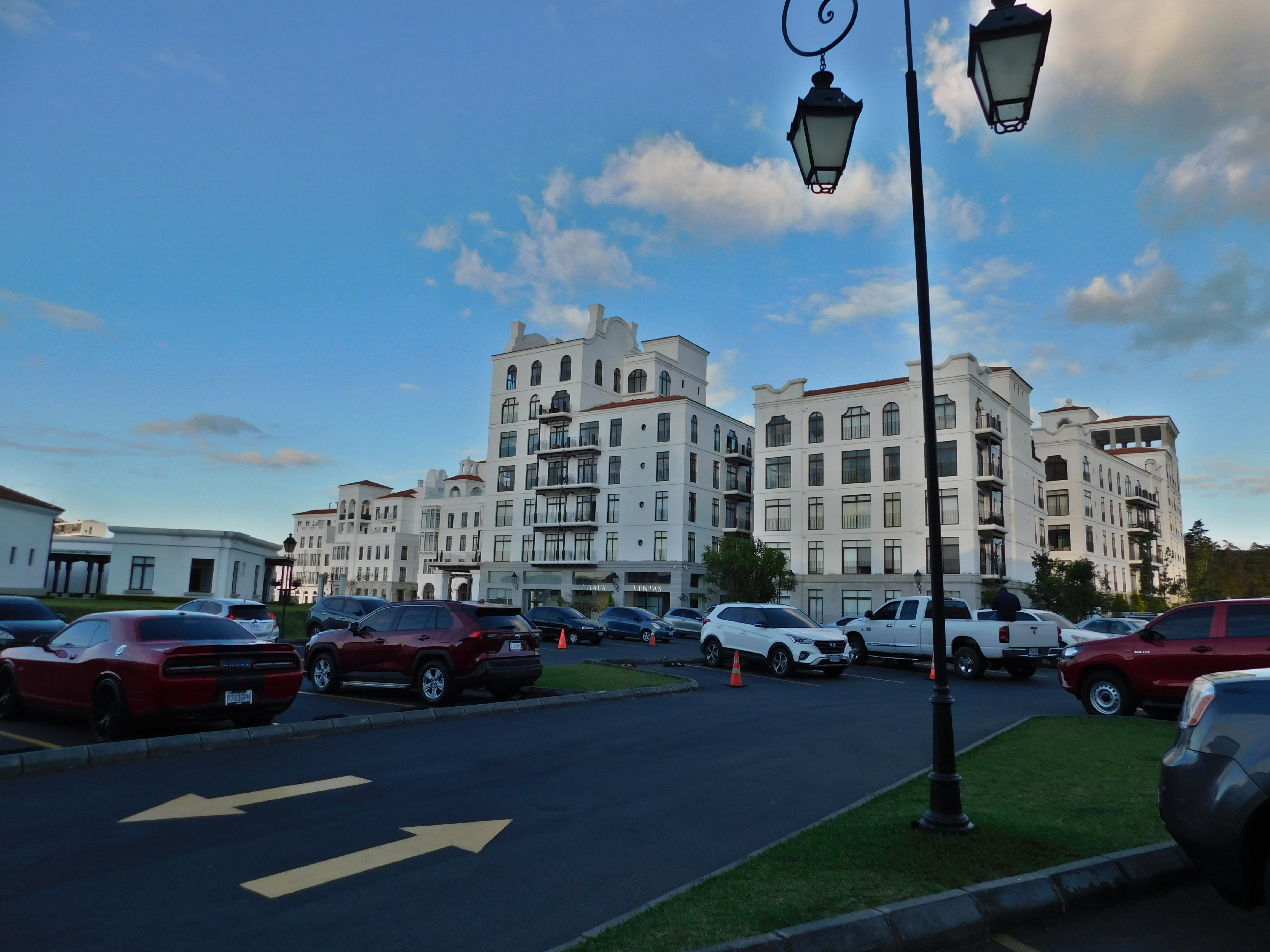
Zona residencial «Lirios de Cayalá»
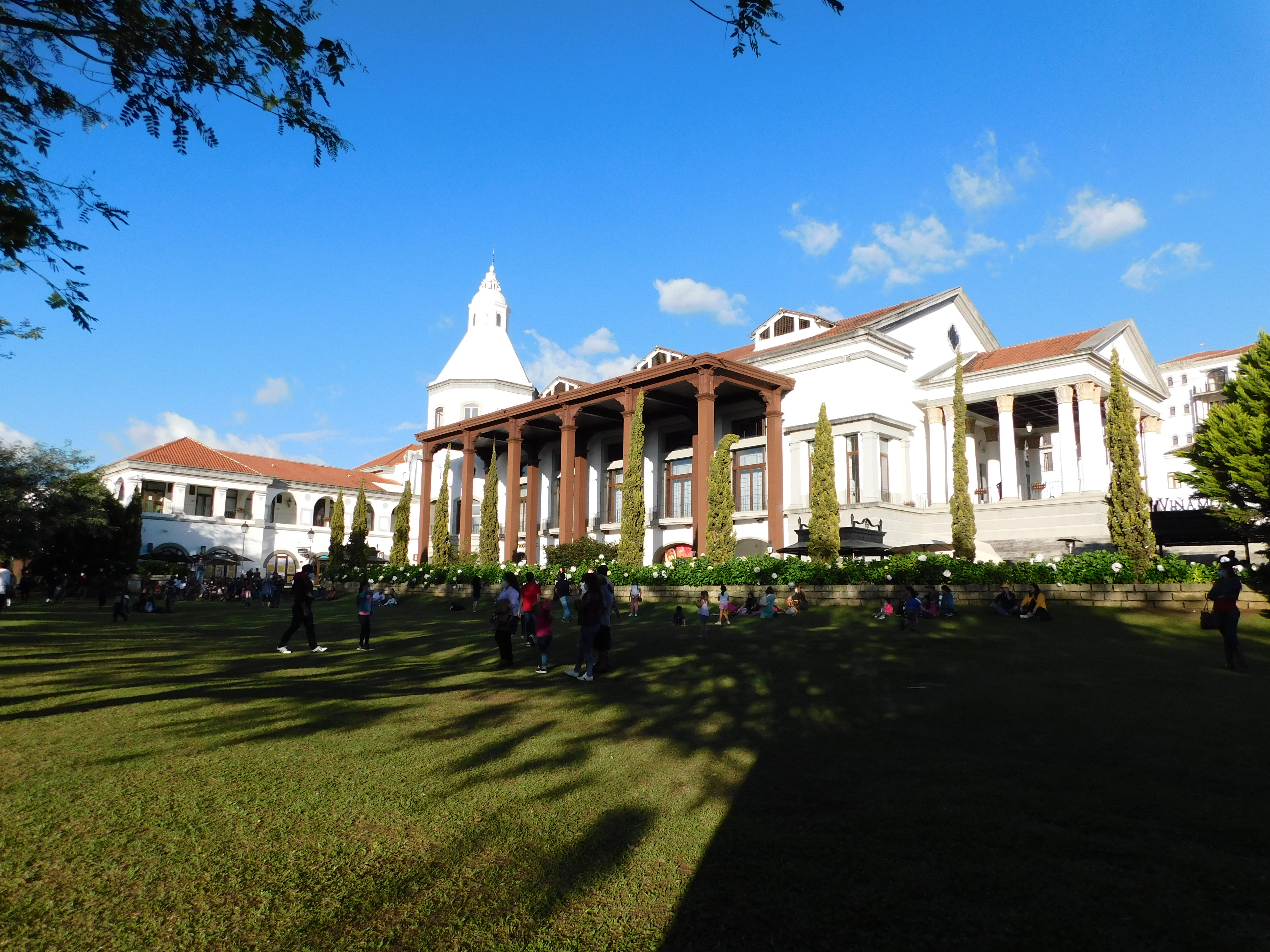
Edificio «Azaria de Cayalá»
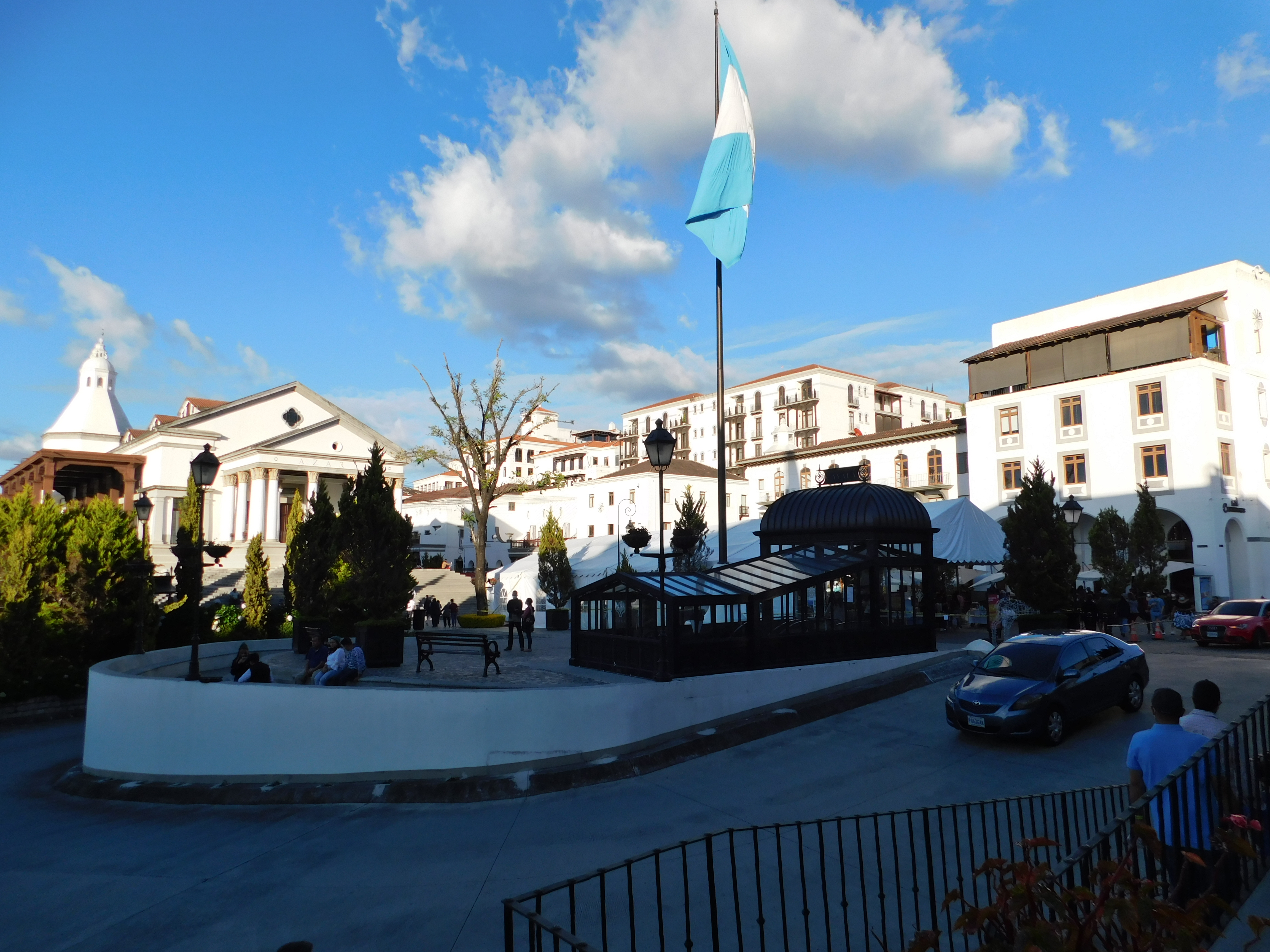
Plaza de la Bandera
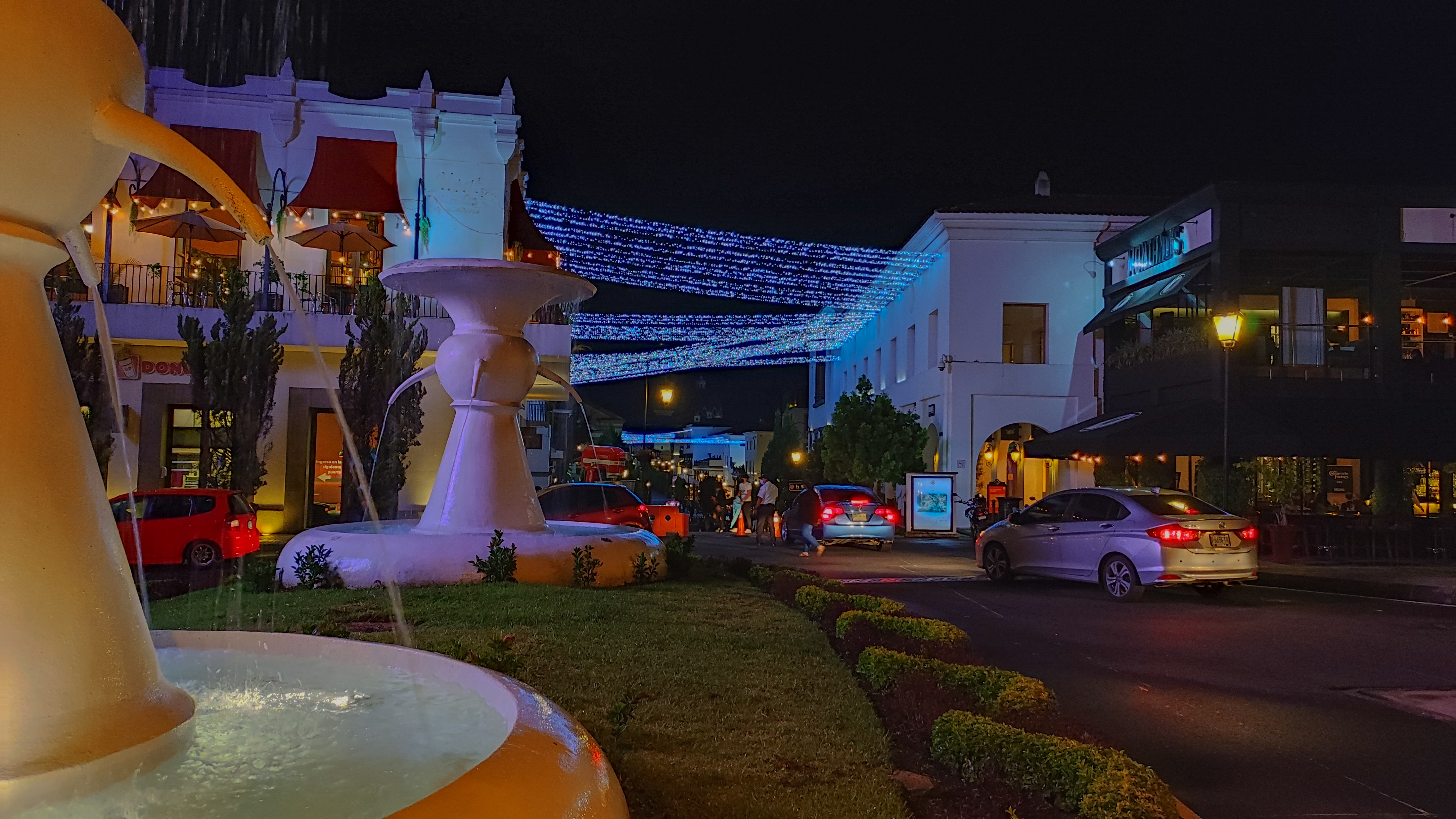
Ciudad Cayalá de noche